# Burg Frauenstein (Bad Lauterberg)
Die Burg Frauenstein ist eine abgegangene mittelalterliche Felsenburg auf einem Dolomitfelsen, der „Frauensteinklippe“, zwischen dem Ort Scharzfeld und der Stadt Bad Lauterberg im Harz im Landkreis Göttingen in Niedersachsen.

## Geschichte
Mittelalterliche Quellen, die sich auf diese Burg beziehen ließen, sind nicht bekannt. Aufgrund ihrer Lage 300 Meter südwestlich der Burg Scharzfels, für die sie zur Sicherung des nördlichen Vorfeldes diente, weist sie vermutlich eine identische Besitzgeschichte auf. Das bedeutet, sie war unter welfischer Herrschaft und an die Grafen von Scharzfels und später Hohnstein verlehnt, bis sie 1593 wieder in direkte welfische Verfügungsgewalt kam. Balkenauflager und alte Bearbeitungsspuren auf der Südseite des Felsenturms zeigen ebenso wie Keramikreste des 14. Jahrhunderts eine Nutzung bereits im Mittelalter an.
Eine Beschreibung der Burg Scharzfels und ihrer Umgebung von 1590 erwähnt die Anlage nicht. Abbildungen bei Merian 1654 und dann wieder 1761 stellen keine Bebauung auf dem Berg dar. Der Ausbau der Burg zur Festung hat sehr wahrscheinlich nach 1596 stattgefunden, als der am Festungsbau sehr interessierte Herzog Heinrich Julius von Braunschweig-Wolfenbüttel die Burg Scharzfels erbte.
Im Siebenjährigen Krieg nahmen bei der Belagerung der Burg Scharzfels französische Truppen im Jahr 1761 zunächst den Frauenstein ein, angeblich durch Verrat. Nach Beschuss von diesem aus kapitulierte am 25. September 1761 auch die Burg Scharzfels und die Burg Frauenstein wurde von den französischen Truppen gesprengt. Von den Sprengarbeiten wurden noch Bohrlöcher auf der Nordwestseite des Felsens gefunden.

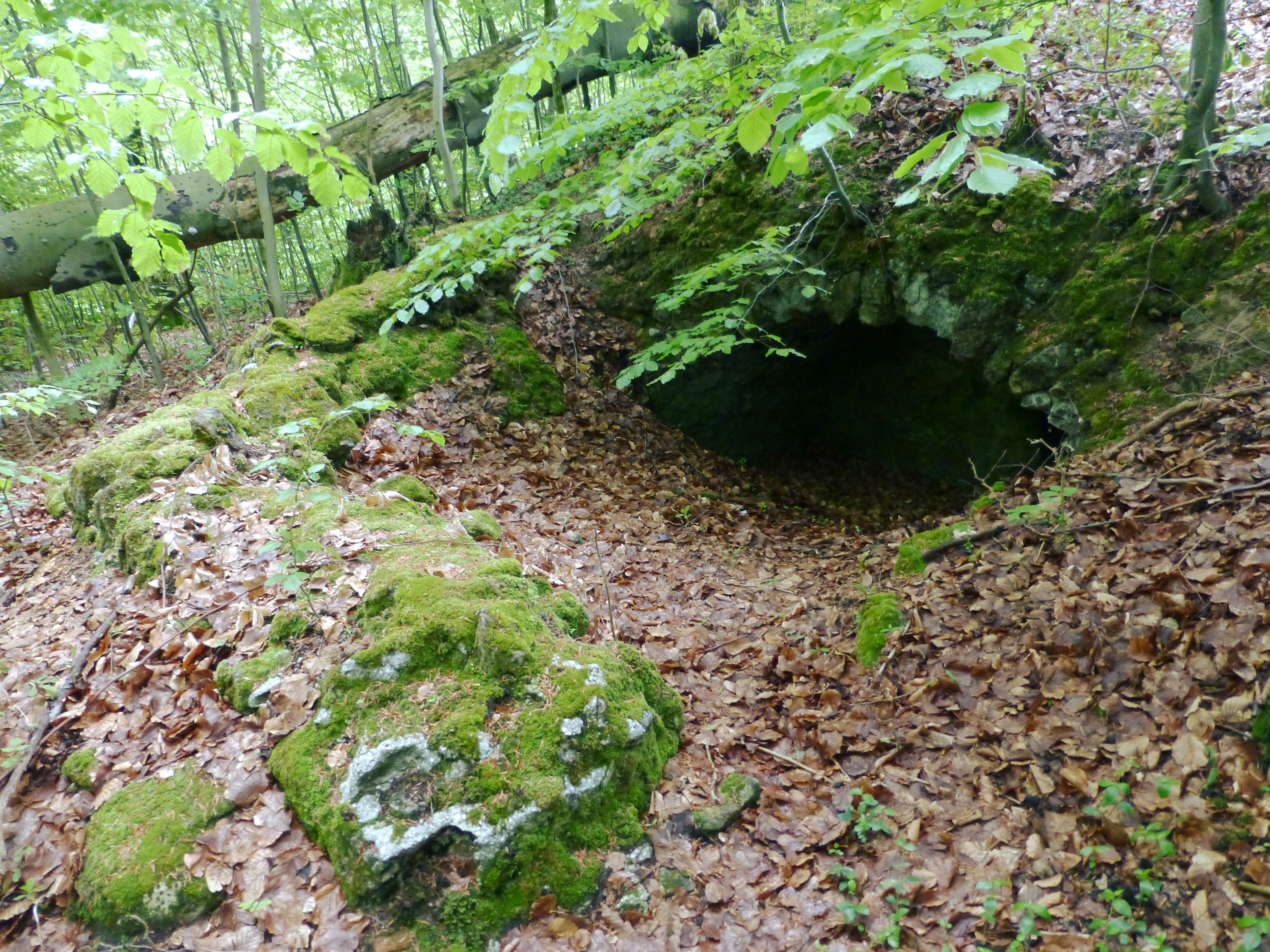
Gewölbekellerrest der Burg Frauenstein

## Beschreibung
Die Burg Frauenstein liegt an einem turmartigen Dolomitklotz auf einer Bergkuppe nordöstlich der Burg Scharzfels. Der Felsen weist Bearbeitungsspuren von einer Verwendung als mittelalterliche Felsenburg auf. Der Fels ist in eine Ringmauer einbezogen, die eine ca. 10 × 25 m große Kernburg abtrennt. Das gesamte Burgplateau ist ca. 65 × 45 m groß. Im Norden und Nordosten ist ihm ein Graben vorgelagert, auf den anderen Seiten genügt der steile Berghang als Absicherung. Ein Graben ganz im Osten der Bergkuppe stellt wahrscheinlich einen mittelalterlichen Halsgraben dar.
Von der Wiederinbetriebnahme der Befestigung im Siebenjährigen Krieg zeugen einige Baustrukturen. Im Nordosten befindet sich ein 15 × 20 m großes, ebenes Areal, das teilweise irrtümlich als Bastion bezeichnet wurde, aber wohl identisch mit einer 1783 erwähnten „Barraque beim Frauenstein“ ist. Im Süden der Ringmauer befindet sich ein Kellergewölbe aus der gleichen Zeit. Auf der dem Scharzfels zugewandten Westseite erstrecken sich sternförmige Laufgräben, die wahrscheinlich ein Relikt von dessen Belagerung 1757 sind.